# Calle Tetuán (Sevilla)
La calle Tetuán es una de las calles peatonales de la ciudad española de Sevilla. Se ubica en la zona centro de la ciudad, paralela a la calle Sierpes y acotada por la calle Velázquez y la Plaza Nueva.
Es la calle comercial más importante de Sevilla y de hecho es una de las más caras de España. En ella están establecidas multitud de tiendas de marcas destacadas, bares, cafeterías y tiendas de regalos. Suele ser de gran afluencia de personas en cualquier época del año.

## Historia
Desde el siglo XV, este espacio aparece denominado en los documentos como "Monteros" por vivir allí los monteros del rey Fernando III.
A partir del siglo XVI recibe también el nombre de Colcheros, denominación que terminó imponiéndose, ya que era en esta calle donde vivían las personas pertenecientes al gremio de fabricantes y vendedores de colchas.
Posteriormente, en el año 1869 fue rotulada como Tetuán, en memoria de la toma de esta ciudad  por parte del general O'Donell ese mismo año, después de que éste provocara la caída del General Espartero.
En 1931, en la república, se amplió la denominación a  "Conquista de Tetuán", y ya en 1936 se volvió a denominar "Tetuán".
La estructura de la calle no difiere de la que se refleja en el plano de Olavide de 1771, aunque el paso del tiempo la ha hecho más rectilínea y ancha que en épocas pretéritas. Se tienen datos de su pavimentación en 1552 con ladrillo y arena y en 1860 fue adoquinada.
En diciembre de 1991, en el periodo previo a la Expo 92, con la oposición de una parte de los empresarios de la calle y con protestas en los periódicos de la época, se cerró al tráfico de vehículos tanto la calle Tetuán como su continuación Velázquez y dejaron de atravesarla la gran cantidad de autobuses y coches que circulaban diariamente por la zona y constituyó de esta manera el inicio de la progresiva peatonalización del centro histórico de la ciudad.

## Arquitectura
Las edificaciones que hay en la misma la mayoría son construcciones de la primera mitad del siglo XX, y se pueden ver algunas edificaciones destacadas, como la casa del número 1 esquina a Rioja, denominada de Ocaña Carrascosa, obra de Juan Talavera y Heredia, y el edificio del número 2 esquina también a Rioja que fue realizada en 1917 por Aníbal González. En esta esquina, precisamente, que se extiende del n.º 2 al 6, en su planta baja a pie de calle, estuvo el bar cafetería Gran Britz.
En el lugar donde estuvo ubicado el Teatro San Fernando (de 1847 a 1973), estuvo el "Hospital del Espíritu Santo" (siglo XVI). Después, en 1837 se instaló provisionalmente la Academia Sevillana de la Buenas Letras. Ya en 1845 fue demolido para construir lo que fue durante más de un siglo, el "Teatro San Fernando".
Igualmente destaca en el número 25 en la esquina con calle Jovellanos, la casa para Francisco Gil Fernández, construida en 1911 con proyecto del arquitecto Juan Talavera y Heredia.

### Teatro San Fernando
El teatro San Fernando existió entre 1847 y 1973, en que fue demolido. Fue durante mucho tiempo el principal teatro de la ciudad por su capacidad y su abolengo artístico, en el que durante la segunda mitad del siglo XIX se representaba ópera, zarzuela y conciertos. Se edificó en un solar que anteriormente estuvo ocupado por el hospital del Espíritu Santo.